# 安达里
安达里又译为安达礼:79、安达理:181（？—1643年9月29日），叶赫地方颜扎氏，正黄旗包衣人，后金武官:80。

## 生平
当代研究者王冕森依据数个家谱、文献，指安达里的家族为叶赫地方颜扎氏。祖父铺堪，父亲布颜。有两位兄弟衮达什、那沙哈拉。至少有一位姐妹，即是皇太極的庶妃顏扎氏:181。
天命初年，努尔哈赤吞并叶赫部时，安达里率领族人归附:79。编入正黄旗包衣:181。努尔哈赤给予他牛录章京的世职。天聪八年（1634年），后金攻打明，安达里在多场战事中建功。因第一个登上永平府城，获得厚赏。崇德三年（1638年），因攻打蓟州城的战功，晋升为三等甲喇章京。崇德六年（1641年），因过降职，仍为牛录章京:79—80。
崇德八年八月初九日（1643年9月21日），皇太極逝世。章京敦达里自愿殉葬。主政的诸王贝勒追赠敦达里为甲喇章京，子孙永免徭役。安达里亦请求殉葬。诸王贝勒等人认同，各予安达里衣一袭，豫议恤典，加赠牛录章京为梅勒章京，子孙世袭，如敦达里例。诸王贝勒议定后，召来安达里告诉他这一决定。安达里临殉时，问诸王贝勒等人，“若先帝在天之灵，问及后事，将何以应？”诸王贝勒对答：“先帝肇兴鸿业。我等翊戴冲主，嗣位承基，务当实心辅理。倘邀在天之灵，垂鉴呵护，是所愿也。”安达里殉葬之日在八月十七日:29（9月29日）。
敦达里、安达里的陪葬墓位于清昭陵陵寝西侧，即昭陵西配墓。顺治十一年（1654年）五月十三日，顺治帝特照一品品级为追赠三等阿思哈尼哈番的安达里立碑（爵位世袭载《钦定八旗通志：异姓封爵》卷277），谥曰忠介:29。
孙女为皇太極和庶妃顏扎氏之子高塞的嫡妻:181。

## 家族
- 子赖图库，一等子、议政大臣、内大臣、太子太保。
- 后代有乾隆四十五年（1780年）庚子恩科进士岳兴阿 (颜扎氏)。

## 备注
1. ↑  顺治四年（1647年），作为爵名的梅勒章京改称阿思哈尼哈番。